# 金若水
金 若水（キム・ヤクス、김약수、1890年10月21日 - 1964年1月10日）は、朝鮮の労働運動家、社会主義者、独立運動家、革命家。初代韓国国会議員。本名は金枓全（キム・ドゥジョン、김두전）または金枓熙（キム・ドゥヒ、김두희）。
独立運動家、ハングル学者の金枓奉は再従兄。

## 人物
慶尚道機張郡（東莱郡を経て現・釜山広域市機張郡）出身。東莱郡機張私立保明学校、徽文義塾、京城工業学校、日本大学社会科卒業。
1918年に金元鳳、李如星らと共に中華民国の金陵大学（現・南京大学）に留学したが、翌年3・1運動が発生すると李如星と共に朝鮮に戻り、1920年に朴重華・朴珥圭などと共に朝鮮労働共済会を設立し幹部として活動したが、すぐに逮捕された。1921年に内地の日本大学に入学し、朴烈・張祥重と共に黒濤会を結成した。また、鄭泰信と共に「大衆時報社」を設立し、社会主義雑誌『大衆時報』を刊行した。日本社会主義同盟にも加入し、同時に堺利彦、山川均ら日本の共産主義者とも交流した。1922年に思想的対立により黒濤会を離れ、北星会という共産主義者団体を組織し、翌年に朝鮮に活動拠点を移し、李憲・金鍾範・馬鳴らと共に京城で建設社を組織した。同年にウラジオストクで鄭在達と接触したため、また拘禁された。1924年には金思国、申伯雨、李英、鄭栢などと朝鮮労働総同盟と朝鮮青年総同盟を設立した。また、コミンテルンの指導の下、コルビューロー（꼬르뷰로）の幹部に就任し、北星会・建設社を母体として北風派を形成した。1925年4月に趙東祐、鄭雲海、金鍾範、辛鉄などと火曜派主導の朝鮮共産党を設立し、北風派のメンバーとして中央執行委員の一人に選出されたが、同年12月に第一次朝鮮共産党事件で逮捕され、懲役4年の判決を受けた。満州事変が発生すると『大衆』という雑誌を発行したが、後に廃刊となった。日本統治時代には監獄で10年近く過ごした。
解放後、金若水は左派路線から離脱し、朝鮮人民共和国の樹立に反対する韓国民主党の組織部長として活動した。しかし、1946年5月の第1次米ソ共同委員会が決裂し、無期休会に入ると、韓国民主党は左右合作委員会の土地政策に反対するため、右傾化となった。これにより、金は1946年10月に離党し、金奎植を総裁とする新設の中間派路線の民衆同盟に参加し、常任委員を務めた。同年12月に南朝鮮過渡立法議院の官選議員として指名されたが、1947年5月に羅承奎などと内紛したため民衆同盟を離れ、朝鮮共和党を創立して書記長に就任した。1948年に実施された初代総選挙で朝鮮共和党の候補として慶尚南道東莱選挙区から出馬し、国会議員に当選した。その後は初代国会副議長も務め、反民族行為特別調査委員会の活動に参加したが、1949年6月の南労党国会フラクション（工作員）事件に関与したため収監された。出獄後、朝鮮戦争が勃発すると北朝鮮に渡った。1955年に人民経済大学特設班に入校し、1956年に在北平和統一促進協議会常務委員兼執行委員を歴任したが、1959年に反党反革命分子として粛清され、平安北道の僻地に追放された。